# Аусубель, Давид
Давид Аусубель (англ. David Ausubel;  25 октября 1918, Нью-Йорк, Нью-Йорк — 9 июля 2008, Нью-Йорк, Нью-Йорк) — американский психолог. Его наиболее значительным вкладом в области педагогической психологии, когнитивной науки и естественнонаучного образования стала разработка и исследование «улучшенных организаторов» (англ.  advance organizers) с 1960 года.

## Биография

### Семья
Родился 25 октября 1918 года в Бруклине (Нью-Йорк, США). Он был племянником еврейского историка Натана Аусубеля. У него и его жены Перл было двое детей.

### Профессиональная деятельность
Учился в Пенсильванском университете, который окончил с отличием в 1939 году, получив степень бакалавра по специальности «психология». Позже, в 1943 году, Аусубель окончил медицинскую школу Мидлсекского университета, где проходил стажировку поочередно в больнице Гувернер, расположенной в нижнем ист-сайде Манхэттена, штат Нью-Йорк.
В 1973 году Аусубель оставил академическую деятельность и посвятил себя своей психиатрической практике. За время своей психиатрической практики Аусубель опубликовал множество книг, а также статей в психиатрических и психологических журналах. В 1976 году он получил премию Торндайка от Американской психологической ассоциации за «Выдающийся вклад психологов в образование».